# Malchower Nachrichten
Die Malchower Nachrichten, ab 1904 Malchower Tageblatt, war eine Wochenzeitung für die Stadt Malchow in Mecklenburg-Vorpommern und deren Umgebung. Ab 1904 erschien sie als Tageszeitung.

## Geschichte
Gegründet wurde sie durch Paul Langenmaak im Jahr 1878 als Wochenzeitung, sie erschien zweimal wöchentlich. Redaktion, Verlag und Druck erfolgten in Waren (Müritz). 1888 wurde das Blatt an Emil Lubcke aus Malchow verkauft. 
Mit der Übernahme durch den Max Sergel Verlag im Jahr 1904 gingen Redaktion und Druck wieder nach Waren. Es erfolgte auch die Umbenennung von Malchower Nachrichten in Malchower Tageblatt. Ab dann erschien die Zeitung wochentäglich. Die Redaktion lag weiterhin bei Max Sergel, den Vertrieb von Anzeigen führte Franz Nielen in Malchow durch. Zum 1. Oktober 1909 kaufte Paul Langmaak die Zeitung zurück. Der Vertrieb von Anzeigen durch Franz Nielen endete am 3. Oktober 1910 mit der 230. Ausgabe und ging mit der Folgeausgabe bis 1919 an Hans Pilger, ebenfalls in Malchow ansässig, über. Im Jahr 1919 kaufte Otto Engelmann die Zeitschrift. Seine Söhne Willy und Otto Engelmann führten die Zeitung nach dessen Tod 1940 bis mindestens Frühjahr 1943.

## Digitalisate
- Malchower Nachrichten für Stadt und Land: Stadt- und Amts-Gerichts-Anzeiger (1888–1904)
- Malchower Tageblatt: Amtlicher Stadt- und Amtsgerichts-Anzeiger; Tageszeitung für Stadt und Land (1904–1929)